# Sinocalanus solstitialis
Sinocalanus solstitialis is een eenoogkreeftjessoort uit de familie van de Centropagidae. De wetenschappelijke naam van de soort is voor het eerst geldig gepubliceerd in 1923 door Brehm.